# A Virgem Maria e São Francisco Salvando o Mundo da Ira de Cristo (Rubens)
A Virgem Maria e São Francisco Salvando o Mundo da Ira de Cristo é uma obra de Peter Paul Rubens e seu ateliê, criado por volta de 1614. Está ligado aos seus Santos Domingos e Francisco Salvando o Mundo da Ira de Cristo (Lyon). Está agora no Museus Reais de Belas-Artes da Bélgica, em Bruxelas.
A obra está associada, provavelmente, a duas outras do artista: São Francisco Recebendo os Estigmas e Santa Maria Madalena em Êxtase.